# Rotes Trikot

Rotes Trikot

Rotes Trikot bezeichnet in verschiedenen Sportarten ein Trikot, das der Führende einer Wertung trägt.

## Wintersport
Im Biathlon-Weltcup werden die führenden Athleten der jeweiligen Disziplinenwertung durch ein rotes Trikot ausgewiesen. Der Führende in Sprint- bzw. Distanzweltcup im Skilanglauf-Weltcup trägt ein rotes Trikot. Der Führende des jeweiligen Disziplinweltcups im Ski Alpin trägt ein rotes Trikot.

## Radsport
Im Radsport wird bei verschiedenen Etappenrennen ein Rotes Trikot vergeben. Seit 2010 wird bei zwei der drei großen Landesrundfahrten ein rotes Wertungstrikot vergeben. Bei der Vuelta a España wird der Führende der Gesamtwertung mit dem Maillot Rojo ausgezeichnet und beim Giro d’Italia trägt der Führende der Punktewertung das Maglia Rossa. Auch bei kleineren Rundfahrten wie der Tour de Suisse oder der Österreich-Rundfahrt wird ein rotes Trikot vergeben.